# Шипест черен корал
Шипестите черни корали (Antipathes furcata) са вид корали от семейство Antipathidae.